# Шушерово (Орловская область)
Шу́шерово (Руда́-Шу́шерова) — деревня в Глазуновском районе Орловской области. Входит в состав Медведевского сельского поселения.

## География
Располагалась на левом берегу реки Руда по обеим сторонам Кочешного оврага, в 9 километрах от районного центра Глазуновка.

## История
Историческое название — Руда-Шушерова (Орловский уезд). Название Руда носили три деревни по соседству, расположенные на реке Руда — Руда новая (поселок Руда, ныне нежилой), Руда Соловая (деревня Соловые) и Руда-Шушерова.
Совладельцы деревни на момент генерального межевания — Юрий Владимирович Долгоруков, Иван Петрович Салтыков, Федор Иванович Глебов, Илья Савельевич Шушерин, Николай Ильич Шушерин и Александр Федорович Шушерин. По фамилии помещиков Шушериных деревня получит название Шушерово.
«[Номер по генеральному плану] 429. [В которой части плана] — 3. [Звание дач и владелцов] деревня Руда генерал-фельдмаршела и разных орденов кавалера графа Ивана Петровича Салтыкова; генерал-аншефа и разных орденов кавалера Федора Ивановича Глебова; генерал-аншефа и разных орденов кавалера князь Юрья Володимеровича Долгорукова; капитана Ильи Савельева, поручика Николая Ильина, прапорщика Александр Федорова детей Шушериных с выделенною вновь по приходу к селу Богословскому церковною землею. [Число дворов] — 15. [По ревизии душ]: [Мужеска] — 62, [Женска] — 54. [Под усадьбою]: [Десятины] — 19. [Пашни]: [Десятины] — 784, [Сажени] — 1049. [Сенных покосов]: [Десятины] — 10, [Сажени] — 1000. [Лесу]: [Десятины] — 11, [Сажени] — 1599. [Неудобных мест]: [Десятины] — 30, [Сажени] — 268. [Итого]: [Десятины] — 855, [Сажени] — 1516. // [Краткое экономическое примечание]: речки Руды на левой и по обеим сторонам оврага Кочешнаго. Выделенная церковная земля на левой стороне верха Большаго Ржавца. Грунт земли чёрной. Урожаи хлеба и травы средственны. Лес дровяной. Крестьяне на пашне. Ильи Шушерина 2 — дво[ра], муж[еска] — 10, жен[ска]- 13. Николая Шушерина 2 — дво[ра], мужеска — 8, жен[ска] — 4. Александр Шушерина 11 — дво[ров], муж[еска] — 44, жен[ска] — 37 душ».
В «Списках населенных мест Орловской губернии» 1871 г. описана как «Руда-Шушерова - деревня при речке Руде. 18 дворов, 50 муж<чин>, 54 жен<щин>» 
После Великой Отечественной войны в Шушерове находился колхоз «2-я Пятилетка»

## Население
| 2010 |
| ---- |
| 1    |

По переписи 2010 года в деревне оставался единственный житель (мужчина).

## Памятники истории
Деревня Шушерово отмечена как мемориальное место гибели советских солдат во время Великой Отечественной войны. Тела погибших воинов были перезахоронены в 1958 г. в братской могиле в деревне Гремячево Медведевской администрации